# Gyromitrina
La Gyromitrina è un miscuglio di svariati tipi di Idrazine, di cui la più rappresentativa è la N-metil-N-formil-idrazone acetaldeide.
Tale molecola, giunta nello stomaco, viene idrolizzata in N-formil-N-metil idrazina e dà luogo alla N-metil idrazina (MMH), ossia la molecola responsabile della cosiddetta sindrome da Gyromitra.
La MMH è uno potente epatotossico con proprietà cancerogene.
La dose letale per l'uomo è di 30–50 mg per chilogrammo di peso corporeo.

## Sindrome Gyromitriana
La Gyromitrina è una tossina con proprietà emolitiche, in quanto negli esseri umani o in altri mammiferi distrugge i globuli rossi. La stessa colpisce il sistema nervoso centrale e provoca danni di natura epatica oppure all'apparato digerente.

Può anche interferire sulle transaminasi, in particolare quelle che possiedono un cofattore piridossalfosfato.

Come per gli avvelenamenti da ciclo-peptidi (es. Amanitina), v'è un tempo di latenza relativamente lungo fra l'ingestione del fungo ed i primi sintomi (fino a 12 ore).
I sintomi della sindrome giromitriana includono nausea, diarrea, vomito, crampi, stanchezza e mal di testa; quando le condizioni sono gravi: ittero, convulsioni, coma, a volte sopraggiunge anche la morte.
La Gyromitrina è contenuta in diverse specie fungine, in particolar modo nelle specie del genere Gyromitra ma, secondo recenti studi, anche in alcune specie dei generi Helvella e Verpa, anche se in quantitativi nettamente minori.
È stata dimostrata la sua velenosità da accumulo anche con carpofori di specie di Gyromitra ben cotti, dato che questo miscuglio di Idrazine non svanisce mai completamente dal fungo.
Finora non è mai stata osservata la sindrome giromitriana derivante dal consumo di specie non appartenenti al genere Gyromitra, tranne che una forma ben più leggera di detta sindrome derivante da consumi eccessivi di Verpa bohemica.

## Specie in cui è presente la Gyromitrina
- Cudonia circinans
- Cudonia confusa
- Gyromitra esculenta
- Gyromitra gigas
- Gyromitra infula
- Helvella crispa
- Helvella lacunosa
- Helvella elastica
- Leotia lubrica
- Spatularia flavida
- Verpa bohemica
- Verpa conica

 = quantitativo elevato